# Coscinodiscales
Ordre
Les Coscinodiscales sont un ordre d’algues de l'embranchement des Bacillariophyta (Diatomées), et de la classe des Coscinodiscophyceae.

## Liste des familles
Selon AlgaeBase (27 novembre 2022) :
- Aulacodiscaceae (Schütt) Lemmermann, 1903
- Coscinodiscaceae Kützing, 1844
- Heliopeltaceae H.L.Smith, 1872
- Hemidiscaceae Hendey ex Hasle, 1996
- Lobodiscaceae Lupikina & Khursevich
- Rocellaceae Round & R.M.Crawford, 1990

## Systématique
Le nom correct complet (avec auteur) de ce taxon est Coscinodiscales Round & R.M.Crawford, 1990.
Une famille du nom de Hemipeltaceae est parfois mentionnée dans certaines bases de données, mais sans référence à un auteur, ni à une date. Ce nom provient probablement d'une erreur orthographique pour désigner la famille des Heliopeltaceae.

## Publication originale
- Round, F.E., Crawford, R.M. & Mann, D.G. (1990). The diatoms biology and morphology of the genera.  pp. [i-ix], 1-747. Cambridge: Cambridge University Press.